# سنتر (كولورادو)
سنتر (بالإنجليزية: Center, Colorado)‏ هي بلدة تقع في مقاطعة ريو غراند، كولورادو بولاية كولورادو في الولايات المتحدة. تبلغ مساحتها 2.2 (كم²)، وترتفع عن سطح البحر 2330 م، بلغ عدد سكانها 2392 نسمة في عام 2000 حسب إحصاء مكتب تعداد الولايات المتحدة وتصل الكثافة السكانية فيها 1087.3 نسمة/كم2.

## وصلات خارجية
- The US50 - Cities and Towns in Colorado State
- Colorado Cities and Towns, Facts, Map, Flag, Colleges, Government, and More